# Gare de Saint-Jean de Maurienne – Vallée de l’Arvan
Gare de Saint-Jean de Maurienne - Vallée de l'Arvan – stacja kolejowa w Saint-Jean-de-Maurienne, w departamencie Sabaudia, w regionie Owernia-Rodan-Alpy, we Francji. 
Jest stacją Société nationale des chemins de fer français (SNCF), obsługiwaną przez pociągi TGV i TER Rhône-Alpes. Jest też ważną stacją towarową sieci Fret SNCF.

## Położenie
Znajduje się na wysokości 536 m n.p.m., na km 208,088, na pomiędzy stacjami Saint-Avre - La Chambre i Saint-Michel - Valloire.